# (34137) Lonnielinda
(34137) Lonnielinda est un astéroïde de la ceinture principale.

## Description
(34137) Lonnielinda est un astéroïde de la ceinture principale. Il fut découvert le 21 août 2000 à Terre Haute par Chris Wolfe. Il présente une orbite caractérisée par un demi-grand axe de 2,40 UA, une excentricité de 0,20 et une inclinaison de 2,7° par rapport à l'écliptique.

## Compléments